# Mărtiniș
Mărtiniș es una comuna ubicada en el distrito de Harghita, Rumania.

## Superficie
Cuenta con una superficie de 141,6 kilómetros cuadrados.

## Demografía
Hasta 2021 la población era de 2817 habitantes, con una densidad de población de 19,89 habitantes por kilómetro cuadrado.